# Groupe d'armées des Flandres
Pour les articles homonymes, voir GAF.
Le groupe d'armées des Flandres (GAF), ayant également porté le nom de Groupement des Flandres du 12 septembre au 15 octobre 1918, est une grande unité des Alliés de la Première Guerre mondiale, constituée le 12 septembre 1918 sous le commandement du roi Albert Ier. Elle participe à la deuxième bataille de Belgique, jusqu'à l'armistice du 11 novembre 1918.

## Historique
Le GAF est créé le 12 septembre 1918 par ordre du Grand Quartier général des armées alliées daté de la veille. Il comprend l'armée belge, la 2e armée britannique (jusqu'au 4 novembre) et la 6e armée française (formellement dissoute, celle-ci est reconstituée sous le nom d'armée française de Belgique le 15 octobre),.
Le groupe d'armées est commandé par le roi des Belges mais le général Degoutte est mis à la disposition du roi pour assurer la direction des opérations interalliées. L'armée belge est commandée par le général Gillain, la 2e armée britannique par le général Plumer et l'armée française de Belgique par le général de Boissoudy.
Le GAF est dissous le 18 novembre 1918.